# Pendule simple discret
 (avril 2023).
 (mars 2006).
 (août 2011).
Un pendule simple discret est une méthode de description du mouvement d'un pendule simple à un niveau géométrique élémentaire par discrétisation, à l'aide de tracés géométriques à la règle et au compas.
Dans le cas du mouvement d'un point restreint dans un cercle vertical dans un champ de pesanteur, l'analyse requiert les fonctions elliptiques.
Dans le cas intégrable, pour un mouvement partant du point le plus bas du cercle et atteignant le point le plus haut au bout d'un temps infini, le théorème du pendule discret décrit une façon de construire, à la règle et au compas, une suite d'arcs de cercle parcourus en des intervalles de temps identiques.
D'autres méthodes de traçage existent pour décrire les mouvements de tournoiements ou d'oscillations, dans des cas particuliers ou plus généraux.

## Définition
Soit un pendule simple, c’est-à-dire un point matériel M, de masse m, astreint à se déplacer sur un cercle vertical {\displaystyle (C)}, de centre {\displaystyle O}, de rayon {\displaystyle L}, dans un champ de pesanteur {\displaystyle g} uniforme.
C'est donc un cas particulier de mouvement dans un puits de potentiel.
On peut étudier ce problème de fonctions elliptiques à un niveau élémentaire de géométrie à condition de discrétiser le mouvement : il s'agit du pendule simple discret.[réf. nécessaire]

## Le cas intégrable
Pour apprivoiser le sujet, il est possible de décrire le cas intégrable : celui où le pendule parti du point le plus bas du cercle (en {\displaystyle A}) possède la vitesse {\displaystyle V_{o}={\sqrt {2gL}}} et atteindra le point le plus haut du cercle (en {\displaystyle B}) au bout d'un temps infini.

### Procédure de construction

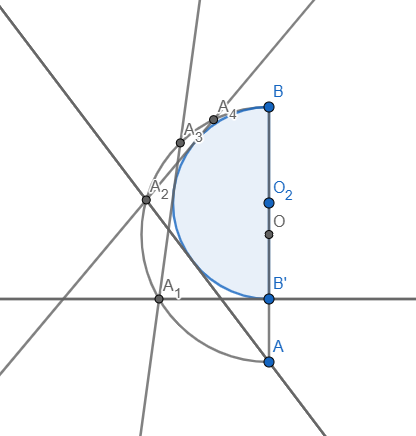
Construction des jusqu'à

Matériel : crayon, règle, compas.
- Construction : Soit {\displaystyle (C)} la trajectoire de {\displaystyle A} en {\displaystyle B}, demi-cercle de diamètre vertical {\displaystyle AB=2L}, de centre {\displaystyle O}.

Soit {\displaystyle O_{2}}, un point quelconque situé à la verticale de {\displaystyle O} entre {\displaystyle O} et {\displaystyle B}; On pose {\displaystyle OO_{2}=d} . Tracer le demi-cercle {\displaystyle (C_{2})} centré en {\displaystyle O_{2}} et passant par {\displaystyle B}. Son rayon est alors {\displaystyle O_{2}B=L-d}, et il recoupe la verticale en un point que l'on note {\displaystyle B'}: On a alors {\displaystyle AB'=AB-B'B=2L-2(L-d)=2d}. (Par exemple {\displaystyle l=10cm} et {\displaystyle d=1cm}).
Depuis {\displaystyle A}, mener la tangente à {\displaystyle (C_{2})} qui recoupe {\displaystyle (C)} en {\displaystyle A_{2}}.
Depuis {\displaystyle A_{2}}, mener la tangente à {\displaystyle (C_{2})} qui recoupe {\displaystyle (C)} en {\displaystyle A_{4}}.
Continuer avec soin jusqu'à {\displaystyle A_{8}}, voire {\displaystyle A_{10}}.
Depuis {\displaystyle B'}, tracer la tangente horizontale à {\displaystyle (C_{2})} qui coupe {\displaystyle (C)} en {\displaystyle A_{1}}, de cote {\displaystyle h=2d}.
Depuis {\displaystyle A_{1}}, mener la tangente à {\displaystyle (C_{2})} qui recoupe {\displaystyle (C)} en {\displaystyle A_{3}} .
Depuis {\displaystyle A_{3}}, mener la tangente à {\displaystyle (C_{2})} qui recoupe {\displaystyle (C)} en {\displaystyle A_{5}}.
Continuer avec soin jusqu'à {\displaystyle A_{9}}.

### Théorème du pendule discret
Les points {\displaystyle A_{n}} sont séparés par des intervalles de temps égaux. On ne peut jamais atteindre {\displaystyle B}. (On définit {\displaystyle A_{0}} = {\displaystyle A})

### Vérification expérimentale
La suite polygonale des {\displaystyle A_{n}} doit être circonscrite à un cercle {\displaystyle (C_{1})} de centre {\displaystyle O_{1}} (compris entre {\displaystyle O} et {\displaystyle O_{2}}), tangent en {\displaystyle B} à {\displaystyle (C)} et {\displaystyle (C_{2})}.
De même, la suite {\displaystyle A_{0}\;A_{3}\;A_{6}\;A_{9}} : cercle {\displaystyle (C_{3})} de centre {\displaystyle O_{3}}. Compléter l'arbelos. Les segments radiaux, issus des {\displaystyle A_{n}}, découpent l'arbelos en quadrangles curvilignes ; les griser en deux valeurs de gris : la figure donne une idée de la dynamique du pendule qui « s'essouffle en montant ».
Pour aller plus loin :
Considérons par exemple la suite {\displaystyle A_{0}\;A_{3}\;A_{6}\;A_{9}}, tangente en {\displaystyle T_{0}}, {\displaystyle T_{3}}, {\displaystyle T_{6}}, {\displaystyle T_{9}} au cercle {\displaystyle (C_{3})} :
La module de la vitesse en {\displaystyle A_{0}} est {\displaystyle A_{0}T_{0}} : tracer le vecteur vitesse en {\displaystyle A_{0}}.
De même, pour {\displaystyle A_{3}T_{3}}, {\displaystyle A_{6}T_{6}} et {\displaystyle A_{9}T_{9}} ({\displaystyle =A_{9}T_{6}}).
Cette propriété est due au fait suivant : en appelant {\displaystyle H_{n}} les projections des {\displaystyle A_{n}} sur l'axe radical du faisceau de cercles, on a {\displaystyle H_{n}A_{n}.2d=(A_{n}T_{n})^{2}}, donc {\displaystyle A_{n}T_{n}} est proportionnel au module de la vitesse. On peut donc construire aisément beaucoup de points du diagramme horaire de {\displaystyle {\dfrac {ds}{dt}}=v(t)}: la forme caractéristique du soliton apparaît clairement (cf. Pendule simple).

## Le cas du tournoiement lent
On suppose la vitesse {\displaystyle V_{0}} très légèrement plus grande. On se doute qu'avec une énergie supérieure de {\displaystyle 10^{-37}} joules à {\displaystyle 2mgL}, le pendule va tournoyer, mais sans que vraiment on puisse distinguer expérimentalement avec le cas précédent. Donc le pendule présentera entre l'intervalle très long d'une période, un phase de vitesse rapide (avec une vitesse {\displaystyle v(t)} quasi-égale à celle du soliton et dont l'intégrale sera {\displaystyle 2\pi }).

## Expérience
On mène l'expérience avec un pendule de Mach : la boule est lancée de B avec une vitesse minime. Une caméra filme le mouvement jusqu'au moment où l'on passe au régime de grandes oscillations à cause de la très faible (mais impossible à éliminer) déperdition d'énergie. On colle informatiquement les photos prises à des temps réguliers : on aura ainsi plusieurs lots. Il est facile de constater que les résultats précédents sont vrais, à l'erreur expérimentale près.

## Cas du tournoiement très rapide
Soit toujours {\displaystyle (C)} le cercle de tournoiement, de diamètre vertical {\displaystyle AB}. Soit {\displaystyle H} le point de cote {\displaystyle OH} telle que l'énergie soit {\displaystyle mh\,OH} :
la vitesse en {\displaystyle B} sera {\displaystyle v(B)={\sqrt {2g\,OH}}\left(1-{\dfrac {L}{2\,OH}}\right)} ; celle en {\displaystyle A}, légèrement plus grande {\displaystyle v(A)={\sqrt {2g\,OH}}\left(1+{\dfrac {L}{2\,OH}}\right)} ;
c’est-à-dire que cette fois le diagramme de vitesse sera extrêmement plat, avec une vitesse moyenne très légèrement inférieure à {\displaystyle {\sqrt {2g\,OH}}} : comme on connaît {\displaystyle v(s)}, on sait résoudre ce cas par la méthode du diagramme horaire.

## Le tournoiement: construction d'Euler
Rappelons la relation d'Euler dans un triangle quelconque de cercle circonscrit {\displaystyle (C)}, de centre {\displaystyle O}, de rayon {\displaystyle R}, et de cercle inscrit, de centre {\displaystyle I}, de rayon {\displaystyle r} :
{\displaystyle R^{2}=(OI)^{2}+2Rr}.
On va donner un cas facile à tracer d'un tournoiement assez rapide, correspondant à une épure calculée selon la règle précédente :
Tracer le cercle {\displaystyle (C)} de rayon 100 (cm). Ce sera la trajectoire.
Tracer le cercle {\displaystyle (C_{2})} de rayon 32 de centre {\displaystyle O_{2}} tel que {\displaystyle OO_{2}=60}.
La tangente horizontale haute correspond à deux points {\displaystyle A_{2}} et {\displaystyle A_{4}} (la corde {\displaystyle A_{2}A_{4}={\sqrt {6144}}\simeq 78{,}4}). La tangente basse correspond à deux points {\displaystyle A_{1}} et {\displaystyle A_{7}} (la corde {\displaystyle A_{1}A_{8}\simeq 196,7}).
Les points {\displaystyle A\;A_{1}\;A_{2}\;B\;A_{4}\;A_{5}\;A} sont atteints à des dates entières. On peut tracer le cercle inscrit à cet hexagone (dit de Euler-Poncelet), soit {\displaystyle (C_{1})} de centre {\displaystyle O_{1}}. Soient les points de tangence {\displaystyle T_{0}\;T_{1}\;T_{2}} et leurs symétriques. On obtient les 4 vitesses : en {\displaystyle A}, le segment {\displaystyle AT_{0}}, en {\displaystyle A_{1}}, le segment {\displaystyle A_{1}T_{1}}, en {\displaystyle A_{2}}, le segment {\displaystyle AT_{2}}, et en {\displaystyle B} le segment {\displaystyle BT_{2}}.
Soit {\displaystyle H(M)} la projection de {\displaystyle M} sur l'axe radical {\displaystyle (D)} du faisceau de cercles à points limites (dits de Poncelet en France, dits de Landen ailleurs) : la vitesse en {\displaystyle M} est proportionnelle à {\displaystyle {\sqrt {HM}}} conformément à la règle de Baliani-Torricelli (le proto-théorème de l'énergie cinétique, cinquante ans avant Leibniz) : ici, {\displaystyle OH_{0}=104{,}8{\text{ cm}}}. La puissance de {\displaystyle H_{0}} par rapport au faisceau est {\displaystyle 983{,}04{\text{ cm}}^{2}}, correspondant aux deux points de Poncelet {\displaystyle L'} de cote {\displaystyle 136{,}15{\text{ cm}}} et {\displaystyle L} (point de Landen, ici), de cote : {\displaystyle 73{,}45{\text{ cm}}}. Si la construction est correcte, alors {\displaystyle A_{1}A_{2}} et {\displaystyle A_{4}A_{5}} s'intersectent en {\displaystyle L'} ; {\displaystyle A_{1}A_{4}} et {\displaystyle A_{2}A_{5}} en {\displaystyle L}.

### Vérification graphique
Proposons la vérification suivante : prendre par convention un pas de temps de 0,5 unité. Construire le point sur le cercle {\displaystyle M_{3}} tel que {\displaystyle BM_{3}=0,5BT_{3}}. Construire aussi précisément que possible l'hexagone circonscrit {\displaystyle M_{3}M_{4}M_{5}M_{0}M_{1}M_{2}} : on le verra se refermer en {\displaystyle M_{3}}. Tracer les arcs {\displaystyle AM_{0}}, {\displaystyle A_{1}M_{1}}, {\displaystyle A_{2}M_{2}}, {\displaystyle BM_{3}}, {\displaystyle A_{4}M_{4}}, {\displaystyle A_{5}M_{5}} : on constate que {\displaystyle A_{1}M_{1}<A_{5}M_{5}}, légèrement (on peut comprendre : dans le même temps {\displaystyle M} monte de {\displaystyle A_{1}} en {\displaystyle M_{1}} mais descend de {\displaystyle A_{2}} en {\displaystyle M_{2}}) et surtout, que les 3 diagonales se coupent en {\displaystyle L}.
Bien sûr, on peut obtenir les vitesses en {\displaystyle M_{n}}, par la même méthode que pour les {\displaystyle A_{n}}, et l'on voit que le compas ramène de {\displaystyle T_{0}}, {\displaystyle T_{1}}, {\displaystyle T_{2}}, {\displaystyle T_{3}}, {\displaystyle T_{4}}, {\displaystyle T_{5}} à {\displaystyle T_{0}} et comme l'arc {\displaystyle M_{0}M_{1}} est « très vertical », un rapport exact des vitesses {\displaystyle {\dfrac {M_{1}T_{0}}{M_{0}T_{0}}}}, bien égal à {\displaystyle {\sqrt {\dfrac {H_{1}M_{1}}{H_{0}M_{0}}}}}.

## Le tournoiement: construction de Landen-Poncelet
Au lieu de jouer avec un triangle, on joue avec un trapèze. La règle des quadrangles de Poncelet est plus compliquée que celle d'Euler pour les triangles ; le rayon {\displaystyle r} du cercle inscrit de centre {\displaystyle I}, avec {\displaystyle IO=d} est tel que : {\displaystyle r{\sqrt {2R^{2}+2d^{2}}}=R^{2}-d^{2}}.
Mais on peut « jouer simple », en acceptant la coupe diamantaire suivante : 
Construire le cercle {\displaystyle (C)}, de centre {\displaystyle O}, de rayon 100, de diamètre horizontal {\displaystyle A_{1}A_{7}}, et le diamètre vertical {\displaystyle AB}, où l'on portera {\displaystyle OM=127{,}2}.
Le triangle {\displaystyle MA_{1}A_{7}} recoupe {\displaystyle (C)} en {\displaystyle A_{3}} et {\displaystyle A_{5}}. Finir la construction du quadrangle orthocentrique en traçant le point {\displaystyle L} (point de Landen).
Le milieu {\displaystyle HO} de {\displaystyle ML} définit l'axe radical horizontal des cercles à points limites {\displaystyle M} et {\displaystyle L}.
Construire le cercle {\displaystyle (C_{2})} inscrit dans le trapèze {\displaystyle A_{1}A_{3}A_{5}A_{7}}.
Tracer l'horizontale passant par {\displaystyle L} qui coupe {\displaystyle (C)} en {\displaystyle A_{2}} et {\displaystyle A_{6}} (on vérifiera {\displaystyle A_{2}A_{6}=120}). On constatera avec joie que {\displaystyle AA_{2}BA_{6}} est circonscrit à {\displaystyle (C_{2})}.
On parachèvera par la construction du cercle {\displaystyle (C1)} tangent en 8 points à l'octogone {\displaystyle AA_{1}A_{2}A_{3}BA_{5}A_{6}A_{7}}, ce qui permet la détermination des vitesses.
Les huit points obtenus sont atteints à dates entières.
Les constructions sont plus délicates ; ainsi en est-il de l'octogone de tangente horizontale basse : on obtient alors 16 points isochrones avec leurs vitesses.
La précision des logiciels met en évidence que la construction n'est qu'approchée : {\displaystyle OM} n'a pas exactement la bonne cote.
La figure met toutefois en évidence la diminution drastique de vitesse du point {\displaystyle B_{1}} au point {\displaystyle B_{2}} car la corde est quasi verticale. A contrario, passage de {\displaystyle B_{4}} à {\displaystyle B_{5}} en passant par {\displaystyle B} (alias {\displaystyle A_{4}}) à vitesse quasi-uniforme : le mouvement est ralenti, mais la vitesse initiale en {\displaystyle B} est grande devant la chute d'altitude : on comprend pourquoi le régime « logarithmique » du cas limite a du mal à s'installer.

## Le tournoiement: cas général
Tracer un 2n-polygone de Poncelet dont deux côtés soient horizontaux tangents au cercle {\displaystyle (C_{1})} "adéquat". Tracer alors la 2n-chaîne de Poncelet passant par {\displaystyle A} et {\displaystyle B} : les 2n points seront atteints à dates entières. La difficulté évidemment réside dans le mot "adéquat", qui cache la théorie de la duplication des fonctions elliptiques. Si {\displaystyle \cos(nt)} s'exprime aisément à l'aide des polynômes de Tchebychev à l'aide de {\displaystyle \cos(t)}, de même {\displaystyle c_{n}(nt,k)} est algébrique en {\displaystyle c_{n}(t)} et {\displaystyle k^{2}}, mais la relation est autrement difficile !
Néanmoins, on a compris : le point {\displaystyle H_{0}} de l'axe radical des deux cercles {\displaystyle (C)} et {\displaystyle (C_{1})}, de cote {\displaystyle h} est tel que la vitesse {\displaystyle V_{0}} en {\displaystyle A} est {\displaystyle {V_{0}}^{2}=2d.h}
Depuis {\displaystyle A}, on trace la chaîne de Poncelet, qui représentent des points successifs du pendule simple à des temps égaux {\displaystyle t_{0}} : en général,{\displaystyle t_{0}} n'est pas un rationnel fois la période {\displaystyle T(h)}, et la chaîne de Poncelet ne se referme jamais.
Mais par continuité, il existe aussi des cercles {\displaystyle (C_{1})} pour lesquels la chaîne de Poncelet se ferme ; par contre, calculer la distance {\displaystyle OO_{1}=d} et le rayon {\displaystyle R_{1}} correspondant exige de faire le calcul via les fonctions elliptiques (cf. Greenhill[Quoi ?]).

## Le cas des petites oscillations
Le cas pendulaire est le cas où l'axe radical coupe {\displaystyle (C)} en {\displaystyle C} et {\displaystyle C'} qui seront donc les points d'altitude maximale atteints par le point {\displaystyle M} dans son oscillation pendulaire. Le point {\displaystyle H_{0}} sera maintenant le milieu de la corde {\displaystyle CC'} : {\displaystyle AH_{0}=h}.
Dans le cas pendulaire, traçons donc le cercle {\displaystyle (B)} de centre {\displaystyle B}, de rayon {\displaystyle BC}. Si on joint {\displaystyle AC}, évidemment {\displaystyle AC} est tangente à {\displaystyle B}, et l'arc {\displaystyle AB} correspond à une durée {\displaystyle K(h)}, quart de période. La tangente horizontale {\displaystyle SS'} au cercle {\displaystyle (B)} correspond forcément aux points de date {\displaystyle {\dfrac {K}{2}}}, {\displaystyle {\dfrac {3K}{2}}} pour {\displaystyle S} et {\displaystyle {\dfrac {5K}{2}}}, {\displaystyle {\dfrac {7K}{2}}} pour {\displaystyle S'}.
Puisque {\displaystyle h\ll l}, on peut approximer arcs et cordes : 
{\displaystyle AC=l(\alpha )} et {\displaystyle BC=lcos(\alpha )}, puis {\displaystyle AS=l(\alpha ){\dfrac {\sqrt {2}}{2}}}.
Ce qui correspond bien au huitième de période, pour une oscillation qui est donc quasi sinusoïdale.

## Le cas des très grandes oscillations
Cette fois, on a au contraire {\displaystyle l-h\ll l}. Néanmoins la construction des points {\displaystyle S} et {\displaystyle S'} reste identique. Il est patent de reconnaître la différence des longueurs d'arcs huitième de période. Il est aussi facile de reconnaître la vitesse en {\displaystyle S} par rapport à celle en {\displaystyle A}.
Par contre, pas de moyen simple d'évaluer la valeur de la période {\displaystyle 4K(h)} ; et surtout pas moyen d'évaluer les hauteurs {\displaystyle h} en oscillation ({\displaystyle h<l}) et {\displaystyle h'} en tournoiement ({\displaystyle h'>l}) qui ont les mêmes périodes ; alors que la théorie mathématique donne la correspondance entre ces valeurs.

## Quelques cas particuliers
Bien sûr, le cas de l'oscillation d'amplitude 90° est auto-similaire à son complément. Le raisonnement de la transformation t-it joue à plein dans ce cas, et {\displaystyle K=K'}.
Le cas particulier le plus connu et utilisé en travaux pratiques est celui du pendule oscillant avec une élongation maximum 150°, et son "complément", l'oscillation de 30°. Alors {\displaystyle K=K'{\sqrt {3}}}, comme on pourra le vérifier grâce aux vitesses.
Un autre cas particulier est celui de l'élongation 120° et son « complément » de 60° : la figure discrète exacte est très jolie à faire.